# M’rirt
M’rirt (arabisch مريرت, Zentralatlas-Tamazight ⵎⵔⵉⵔⵜ Mrirt) ist mit etwa 46.500 Einwohnern die zweitgrößte Stadt in der Provinz Khénifra in der Region Béni Mellal-Khénifra im Zentrum Marokkos.

## Lage und Klima
M’rirt liegt in einer Höhe von ca. 1125 m in den nordwestlichen Ausläufern des Mittleren Atlas etwa 31 km (Fahrtstrecke) nordöstlich der Provinzhauptstadt Khénifra. Die Stadt Azrou befindet sich weitere 50 km nordöstlich. Das Klima ist wegen der Höhenlage gemäßigt; Regen (ca. 715 mm/Jahr) fällt nahezu ausschließlich in den Wintermonaten.

## Bevölkerung
| Jahr      | 1994   | 2004   | 2014   | 2024   |
| Einwohner | 25.942 | 35.196 | 42.730 | 46.285 |

Der Großteil der Einwohner von M’rirt ist berberischer Abstammung; gesprochen werden ein regionaler Dialekt des Zentralatlas-Tamazight sowie Marokkanisches Arabisch. Das Wachstum der Stadt in den vergangenen Jahrzehnten ist im Wesentlichen auf die – immer noch anhaltende – Zuwanderung aus den umliegenden Dörfern zurückzuführen.

## Wirtschaft
Die Region ist in hohem Maße landwirtschaftlich orientiert, wobei immer noch Schaf- und Ziegenherden das Land durchstreifen. Die Stadt bildet das merkantile, handwerkliche, schulische und dienstleistungsmäßige Zentrum. In der Umgebung gibt es mehrere Minen, in denen Blei-, Zink- und Silbererze abgebaut werden. In den Dörfern des Umlandes werden in Heimarbeit Berberteppiche mit zumeist traditionellen Mustern gewebt oder geknüpft.

## Geschichte
Mangels schriftlicher Aufzeichnungen ist über die frühere Geschichte des Ortes nichts bekannt, der erst während der französischen Protektoratszeit (1912–1956) und nach der Unabhängigkeit Marokkos an Bedeutung gewann.

## Sehenswürdigkeiten
Die Stadt verfügt über keinerlei historisch oder kulturell bedeutsame Sehenswürdigkeiten.

## Persönlichkeiten
- Mohamed Rouicha (1950–2012), Komponist, Sänger und Texter, wurde in M’rirt geboren.